# Marcos Martínez (futbolista)
Marcos Martines Amaro es futbolista puertorriqueño que juega como defensa en el Maunabo Leones FC y en la Selección de fútbol de Puerto Rico.

## Clubes
Marcos Martínez solo tiene un club en su vida, el Maunabo Leones FC de su localidad natal Maunabo. Hizo su debut deportivo en 2010 y actualmente juega en este club.
| Club              | Años            |
| ----------------- | --------------- |
| Maunabo Leones FC | 2010 - presente |

## Selección Puerto Rico
Fue convocado por primera vez en 2015 para disputar un amistoso ante Bermudas donde empataron 1:1, en 2016. Y fue convocado para la Copa del Caribe de 2016 donde en el primer encuentro vencen 4:0 a Anguila y pierden 1:0 con Guyana clasificando siguiente ronda donde logran vencer 2:1 a Antigua y Barbuda y empatar 3:3 con Granada pero ganan (4:3) tanda de penales pasando ronda final donde son derrotados 2:0 por Antigua y Barbuda Y 4:2 por Curazao.